# Vecsernyés János (operatőr)
Vecsernyés János (Szeged, 1959. március 25. –) magyar operatőr, rendező, egyetemi tanár. Tagja a Magyar Operatőrök Társaságának és a Magyar Sajtópáholynak. Specialitása a játékfilm és a reklámfilm.

## Életpályája
Szülei: Vecsernyés János és Vinkó Ilona. 1977–1980 között a Magyar Televízió segédoperatőre volt. A Színház- és Filmművészeti Főiskolán végzett 1981–1985 között operatőr szakon. 1985–1990 között a Magyar Televízió operatőre volt. 1991 óta szabadúszó operatőr, rendező. 2000 óta a Színház- és Filmművészeti Egyetem tanára, 2010 óta adjunktusa. 2022-től a Zsigmond Vilmos Mozgóképművészeti Intézet vezetője, valamint rektorhelyettes.
2001-ben a 32. Magyar Filmszemlén mutatták be első rendezői filmjét, a Kvartettet. A rendszerváltás után játszódó film (a darab 1996-ban készült; a filmet 2000 nyarán forgatták), névtelen szereplők négy fal között.

## Filmjei
| - Isten teremtményei (1986) - Kertvárosi történet (1987) - Őrjárat (1987) - Peer Gynt (1988) - Heten Budapest ellen (1988) - Gaudiopolis - In memoriam Sztehlo Gábor (1989) - Éjszaka (1989) - Én és a kisöcsém (1989) - Nincs itthon az isten (1989) - Lement a hold (1990) - Ha már itt a tél (1991) - Mandulák (1991) - Az aranyműves boltja (1991) - Szkipetárok földjén (1992) - Hoppá (1992) - Édes álom (1992) - Balkán! Balkán! (1993) - Mizantróp (1995) - Két arc (1995) - Törőcsik Mari (1996) - Esti sugárkoszorú (1997) - El Nino - A Kisded (1999) - Mix (2004) - Fejezetek az Erények könyvéből (2004) (rendező és forgatókönyvíró is) - Üvegtigris 2. (2006) - Szabadság, szerelem (2006) - Andersen, avagy a mesék meséje (2006) - Zuhanórepülés (2007) - Vacsora (2008) - Mamarosh (2009) - Szíven szúrt ország (2009) (rendező is) - A zöld sárkány gyermekei (2010) - Éji séták és éji alakok (2010) - A rajzoló (2014) - Álom és szerelem (2014) | - Engedetlen kezek (1986) - Dallamkürt (1993) - Kvartett (2000) (forgatókönyvíró is) - Emelet (2006) (forgatókönyvíró is) - Nyár utca, nem megy tovább (2011) - Utolsó órák (2014) |

## Díjai, elismerései
- Film- és Tv kritikusok díja (1988)
- európai nagydíj (1989)
- Prix Italia (1989)
- Magyar Filmszemle különdíja (1999)
- Balázs Béla-díj (2008)